# Leonardo Costa
Leonardo Jorge Costa (Belo Horizonte, 12 de maio de 1977) é um nadador brasileiro.
Formado em economia, encerrou a carreira de atleta em 2003, e passou a trabalhar na IBM, no setor administrativo, até 2010, quando resolveu partir para o terceiro setor.
Mudou-se para a Paraíba, onde implantou o projeto Natação no Mar, voltado ao ensino de natação para a comunidade, juntamente com o atleta olímpico Luiz Lima.

## Trajetória esportiva
Aos dois anos, Leonardo Costa mudou-se com a família para Salvador, onde aprendeu a nadar aos seis anos, por recomendação médica, para corrigir um problema de escoliose; após um ano, disputou seu primeiro torneio pela Associação Atlética da Bahia. Aos 10 anos, foi para o Rio de Janeiro, e lá começou a treinar no Fluminense, chegando a campeão sul-americano no nado costas.
Em 1998 foi estudar e treinar na Universidade da Califórnia do Sul, nos Estados Unidos.
Participou do Campeonato Mundial de Natação em Piscina Curta de 1999, em Hong Kong, e foi à final dos 200 metros nado costas, ficando em sexto lugar.
Integrou a equipe brasileira que foi aos Jogos Pan-Americanos de 1999 em Winnipeg, e conquistou a medalha de ouro nos 200 metros nado costas, a medalha de prata nos 4x200 metros nado livre, e a medalha de bronze nos 200 metros nado livre.  O tempo dos 200 metros costas foi de 1m59s33, recorde sul-americano, pan-americano e índice para que ele participasse das Olimpíadas de Sydney 2000. A prata dos 4x200m livres foi obtida com a marca de 7m22s92, recorde sul-americano, junto com Gustavo Borges, Rodrigo Castro e André Cordeiro. Um feito histórico de Leonardo, no Pan de Winnipeg, foi derrotar na final dos 200 metros costas o nadador Aaron Peirsol que, depois desta competição, obteve sete medalhas olímpicas (cinco ouros e duas pratas) e três recordes mundiais – dos 100 metros e 200 metros costas e do 4x100 metros medley, com a equipe de seu país.
Foi aos Jogos Olímpicos de Verão de 2000 em Sydney, e disputou os 200 metros nado costas, ficando em 14º lugar, e o revezamento 4 x 200 metros nado livre, onde obteve o 13º lugar.
No ano 2000, bateu o recorde sul-americano dos 200 metros costas em piscina curta, com a marca de 1m54s79. O recorde só foi batido em 2005.
Depois dos Jogos de Sydney 2000, Leonardo decidiu estudar e treinar nos Estados Unidos, mas nunca mais manteve uma regularidade de resultados, chegando a ficar um ano e meio sem nadar. Em 2004 ensaiou um retorno, onde vinha conseguindo bons resultados. Foi então contratado pelo Esporte Clube Pinheiros e teve o melhor momento justamente quando foi pego no exame anti-doping. Abandonou a natação profissional após testar positivo em um exame realizado em novembro de 2004, durante a etapa da Copa do Mundo em Durban, na África do Sul. Em Durban, conseguiu duas medalhas de bronze, nos 100 metros e 200 metros costas.

### Recordes
Leonardo Costa é ex-detentor dos seguintes recordes:
Piscina olímpica (50 metros)
- Ex-recordista sul-americano dos 200 metros costas: 1m59s33, marca obtida em agosto de 1999[5][6]
- Ex-recordista sul-americano do revezamento 4x200 metros livre: 7m22s92, obtidos em agosto de 1999, junto com Gustavo Borges, Rodrigo Castro e André Cordeiro

Piscina semi-olímpica (25 metros)
- Ex-recordista sul-americano dos 200 metros costas: 1m54s79, marca obtida em 2000[10]